# Халиков, Мансур Хатыпович
Мансур Хатыпович Халиков (баш. Халиҡов Мансур Хатып улы, 1886—1934) — башкирский религиозный и общественный деятель.

## Краткая биография
Халиков Мансур Хатыпович родился 17 декабря 1886 года в деревне Большой Утяш Кальчир-Табынской волости Стерлитамакского уезда Уфимской губернии Российская империя (ныне Гафурийского района Башкортостана). По национальности татарин.
Халиков Мансур в 1908 году закончил медресе «Расулия», а в 1910 году становится выпускником медресе «Галия».
В период с 1911 по 1916 годы заведует медресе в родной деревни. После Февральской революции, Мансур Хатыпович становится активным участником Башкирского национального движения.
В 1917 году он избирается членом Учредительного Собрания от Башкирского Федеративного блока. В 1918 году назначается начальником отдела народного образования Табынского кантонного исполнительного комитета, в 1919 году избирается членом научного общества при Башкирском народном комитете просвещения.
В 1921 году на съезде Мусульманского духовенства Башкирской республики в селе Аллагуват Халиков Мансур Хатыпович был избран муфтием, председателем Главного Духовного управления мусульман Башкурдистана.
В 1921 году был председателем Комитета помощи пострадавшим от голода в Башкирской АССР.
Репрессирован как «башкирский националист». В 1929 году арестован, осужден и отправлен на Соловки, в Карелию. вернувшись домой в 1931 году, смог пробыть в родной деревне Большой Утеш (совр. Гафурийского района Республики Башкортостан) всего одну ночь. на другой же день его отправили в исправительно-трудовую колонию в Челябинской области, на строительство Магнитки, где он и умер в 1934 году. Реабилитирован в 1991 году.